# Inname van Harderwijk
De Inname van Harderwijk in 1572 was een inname van de stad Harderwijk, door een Geuzenleger onder leiding van Willem van den Bergh tijdens de Tachtigjarige Oorlog. Het beleg was onderdeel van Oranjes tweede invasie van 25 mei tot oktober, het offensief van Willem van Oranje tegen de Spaanse legermacht onder leiding van Alva.

## Aanloop
Binnen de stad was Frederik van Zuylen van Nyeveld aanwezig, de drost van het Kwartier van Veluwe. Er bleken voldoende kruit, geschut en voorraden aanwezig te zijn, echter, er was slechts een kleine bezetting aanwezig om de stad te verdedigen tegen aanvallen van buitenaf. Binnen de stad was een vendel (100-150 manschappen) soldaten gelegerd, onder leiding van hopman Pieter van Remunde.

## Inname
Op 4 juli arriveerden de Geuzen voor Harderwijk. Zij plaatsen het geschut en schoten een poort stuk, een andere poort wisten zij in brand te steken. Vanuit de stad kwam weinig weerstand, de Geuzen wisten binnen drie uur de stad in te nemen. Heer Frederik trok met een vaandrig op het kasteel, hopman Pieter was met de rest van het vendel doorgetrokken naar Elburg, om deze voor de Willem van Oranje op te eisen. De Elburgenaren kwamen de sleutels van hun stad naar Harderwijk brengen. Intussen bood ook de verdediging op het kasteel weinig weerstand, dat was eveneens in drie uur tijd ingenomen. De bezetting werd opgesloten. Hopman Broekhuizen trok met een vendel naar Elburg, de rest zou verdergaan naar Kampen.

## Nasleep
Echter de soldaten begonnen te morren, die wilden terug naar Zutphen omdat ze eerst hun soldij wilden ontvangen voordat ze verder zouden vechten. Tot nu toe hadden de soldaten niets anders ontvangen dan loopgeld, wapens, in Werth was een daalder per persoon betaald voor de officieren, een halve daalder voor het voetvolk. Levensmiddelen waren schaars geworden, de soldaten hadden op de burgers geleefd, maar deze waren niet meer in staat om in hun eerste levensbehoeften te voorzien. Willem van den Bergh besloot daarop strooptochten te ondernemen. Ergens halverwege juli werd een strooptocht vanuit Zutphen ondernomen ditmaal in Twente. Goor en andere plaatsen moesten het daarbij ontgelden. Op 17 juli werd Oldenzaal ingenomen. De strooptocht leverde 500 daalders op, die werden afgeperst van het Sint-Antoniusklooster in Albergen, dat zij dreigden in brand te steken op 14 juli.